# Nurtu-Nõlva
Nurtu-Nõlva – wieś w Estonii, prowincji Rapla, w gminie Märjamaa.